# Maureville
Maureville är en kommun i departementet Haute-Garonne i regionen Occitanien i södra Frankrike. Kommunen ligger i kantonen Caraman som tillhör arrondissementet Toulouse. År 2022 hade Maureville 295 invånare.

## Befolkningsutveckling
Antalet invånare i kommunen Maureville
Referens:INSEE